# Sterbeving
Een sterbeving is een zeer zeldzaam astronomisch verschijnsel dat alleen voor kan komen bij een neutronenster. Om de energie te genereren die nodig is voor een sterbeving moet de neutronenster een zeer hoge rotatiesnelheid hebben. Dit type neutronenster wordt ook wel een pulsar genoemd. Een pulsar met een extreem sterk magnetisch veld wordt ook wel een magnetar genoemd. Deze sterren zijn in staat om een sterbeving te produceren.
Wanneer de magnetische veldlijnen van een magnetar door de hoge rotatiesnelheid verstrikt raken kunnen deze knappen. Hierbij komt een enorme hoeveelheid energie vrij die als een sterbeving door het oppervlak van de neutronenster raast. De energie kan zelfs zo hoog zijn dat de korst van de ster kan breken. Dit wordt een hyperflare genoemd.